# 泽德斯
泽德斯是葡萄牙布拉干萨区的一个堂区。总面积10.07平方公里，总人口214人，人口密度21.3人/平方公里。